# Heteropogon phalna
Heteropogon phalna là một loài ruồi trong họ Asilidae. Heteropogon phalna được Walker miêu tả năm 1849. Loài này phân bố ở vùng Tân nhiệt đới.